# I Wanna Be Where You Are
I Wanna Be Where You Are ist ein Song von Michael Jackson aus dem Jahr 1972, der auf dem Album Got to Be There erschien. Geschrieben wurde das Stück von Arthur „T-Boy“ Ross und Leon Ware, produziert wurde es von Hal Davis.
Es war der dritte Top-20-Hit Jacksons während seiner Zeit bei Motown, den der Song erreichte in den Billboard Hot 100 Platz 16. Es war die erste Zusammenarbeit von Ware und Ross, dem jüngeren Bruder von Diana Ross. 1976 wurden die beiden mit dem für Marvin Gaye geschriebenen Song I Want You bekannt. Dieser Song gilt als zweite Version von I Wanna Be Where You Are.
Das Original kam jedoch nicht nur in die Billboard Hot 100, sondern konnte sich auch in Kanada (Platz 57) und in der Türkei (Platz 87) platzieren. In den amerikanischen Chart-Kategorien Hot R&B/Hip-Hop Songs und Cash Box erreichte es Platz 2 bzw. Platz 7. Die Marvin Gaye-Version kam in den Billboard-Charts auf Platz 15, in den Hot R&B/Hip-Hop-Charts sogar auf Platz 1.

## Coverversionen
- Dusty Springfield sang den Song in mehreren BBC1-Fernseh-Shows, die 1972 ausgestrahlt wurden.
- 1977 nahm Melissa Manchester das Lied für ihr Album Singin’ auf.
- 1978 entwarf der Dave Valentin eine Instrumentalversion des Liedes, die auf seinem Debütalbum Legends erschien und gleichzeitig auch ein Debüt der damals neuen Veröffentlichung des GRP Records war, einer Tochtergesellschaft von Arista Records.
- José Feliciano coverte den Song auf Spanisch für sein erstes Album bei Motown Records, der vom Leiter Motown Records, Berry Gordy, produziert wurde. Die Single kam 1982 mit dem Titel Ahora Si Quiero Amar heraus.
- MC Lyte nahm den Song 1989 für den Poor Georgie Track auf.
- Grand Puba coverte den Song 1995 auf dem Album 2000.
- Chris Brown coverte den Song und benannte ihn in Yo (Excuse Me Miss) um. Das Stück erschien auf dem gleichnamigen Album.
- Die Version der Sängerin Mary J. Blige, die You Can’t Hide from Luv hieß, kam auf dem Album The Breakthrough heraus.
- Jennifer Lopez coverte ebenfalls den Song. Ihre Version hieß Gotta Be There und erschien 2007 auf dem Album Brave.
- Murs Version war Can It Be (Half a Million Dollars and 18 Months Later) und kam 2008 auf dem Album Murs For President heraus.
- Im Juli 2009 nahm der Rapper 50 Cent eine Freestyleversion vom Instrumentals auf und sang einen veränderten Text dazu, wobei der Titel dann Michael Jackson Freestyle hieß. Das Stück erschien auf dem Mixtape Forever King.
- Beyoncé coverte den Song für ihre Live-CD/-DVD I Am… Yours: An Intimate Performance at Wynn Las Vegas.
- Auch SWV und Missy Elliott coverten diesen Song.
- Der Jazz-Keyboarder Bob Baldwin veröffentlichte ebenfalls eine Coverversion des Stücks.[1]
- Cali Swag District nahm eine neue Version auf, die ihr zweites Lied auf ihrem Album Kickback war und Where You Are hieß.